# Senkaku
Souostroví Senkaku (japonsky せんかくしょとう) respektive Tiao-jü-tao (čínsky pchin-jinem Diàoyúdǎo, znaky 钓鱼岛) v Čínské lidové republice, případně Tiao-jü-tchaj (čínsky pchin-jinem Diàoyútái, znaky 釣魚台) v Čínské republice; česky „Špičaté ostrovy“, je skupina neobydlených ostrovů ve Východočínském moři spravovaná v současnosti Japonskem jako součást prefektury Okinawa.
Ostrovy jsou dlouhodobě předmětem teritoriálního sporu mezi Japonskem, Čínskou lidovou republikou a Čínskou republikou (Tchaj-wanem).

## Geografie

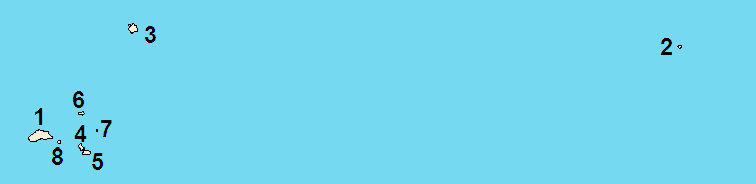

Souostroví se nachází 370 km na východ od pevninské Číny, 220 km na severovýchod od Tchaj-wanu, 410 km západně od Okinawy a 170 km severně od jihozápadního konce souostroví Rjúkjú. Okolní vody jsou vcelku mělké (do 150 m) s výjimkou Okinawské brázdy na jihu, která dosahuje hloubky 2 700 m.
Flora i fauna na ostrovech se vyznačují endemickými druhy. Na Uocuridžimě žije Mogera uchidai, savec z podčeledi krtků, na Minami Kodžimě se nalézá jedno z mála hnízdišť albatrose bělohřbetého (Phoebastria albatrus). V r. 1978 byl na Uocuridžimu vysazen pár koz, které se rozmnožily a v současném počtu 300 kusů ničí původní vegetaci, čímž ohrožují i místního krtka.
Klima na ostrovech je oceánické, subtropické. Průměrná roční teplota vzduchu je zhruba 25 °C a přibližně stejná je i průměrná teplota okolního moře. Srážky jsou časté a jsou rozloženy do celého roku s maximem ke konci léta; jejich roční úhrn je přes 2 000 mm.
|   | Satelitní snímek        | japonsky                    | čínsky                 | Plocha, [km²] | Nejvyšší bod [m n. m.]         | Zeměpisné souřadnice              |
| - | ----------------------- | --------------------------- | ---------------------- | ------------- | ------------------------------ | --------------------------------- |
| 1 |                         | Uocurišima (魚釣島)         | Tiao-jü Tao (钓鱼岛)   | 4,3200        | 383                            | 25°44′39″ s. š., 123°28′21″ v. d. |
| 2 |                         | Taišótó (大正島)            | Čch'-wej Jü (赤尾屿)   | 0,0609        | 75                             | 25°55′20″ s. š., 124°33′28″ v. d. |
| 3 |                         | Kubašima (久場島)           | Chuang-wej Jü (黄尾屿) | 1,0800        | 117                            | 25°55′26″ s. š., 123°40′55″ v. d. |
| 4 |                         | Kita Kodžima (北小島)       | Pej-siao Tao (北小岛)  | 0,3267        | 135                            | 25°43′47″ s. š., 123°32′29″ v. d. |
| 5 | Minami Kodžima (南小島) | Nan-siao Tao (南小岛)       | 0,4592                 | 149           | 25°43′24″ s. š., 123°33′ v. d. |                                   |
| 6 |                         | Okino Kita-iwa (沖ノ北岩)   | Pej Jü (北屿)          | 0,0183        | -                              | 25°46′48″ s. š., 123°32′32″ v. d. |
| 7 |                         | Okino Minami-iwa (沖ノ南岩) | Nan Jü (南屿)          | 0,0048        | -                              | 25°45′18″ s. š., 123°34′2″ v. d.  |
| 8 |                         | Tobise (飛瀬)               | Fej Jü (飞屿)          | 0,0008        | -                              | 25°44′8″ s. š., 123°30′22″ v. d.  |

## Historie
Čína ostrovy objevila v 14. století a dalších několik století nikdo její nárok nezpochybňoval. Při cestách čínských úředníků do království Rjúkjú byly považovány za hranici mezi Tchaj-wanem a tímto královstvím. Japonsko vyhlásilo svoji suverenitu nad ostrovy 14. ledna 1895 poté, co v r. 1879 anektovalo Rjúkjú a následně nechalo ostrovy Senkaku prozkoumat, přičemž byly shledány neobydlenými. Šimonosecká mírová smlouva, která byla uzavřena 17. dubna 1895 po japonském vítězství v první čínsko-japonské válce, v čl. II. převedla na Japonsko plnou svrchovanost nad Tchaj-wanem a Pescadorskými ostrovy, aniž by Senkaku nějak zmiňovala.
V období 1900 až 1940 fungovala na ostrovech továrna na zpracování ryb, ve které pracovalo až 200 dělníků a ostrovy tak byly obydlené. Když úpravna zkrachovala, obyvatelé ostrovy opustili. Po porážce Japonska ve druhé světové válce vyvinula japonská diplomacie velké úsilí, aby v mírové smlouvě minimalizovala rozsah území, jehož svrchovanosti se Japonsko explicitně vzdávalo. Ovšem ostrovy Senkaku patřily k územím, jichž se týkal čl. 3 a které měly být se souhlasem OSN převedeny do správy USA. Pro odpor Sovětského svazu OSN takový souhlas nevydalo a mohutné protesty obyvatel Rjúkjú vedly k tomu, že tyto ostrovy byly 17. června 1971 Japonsku navráceny. Jak Čínská lidová republika, tak Čínská republika (Tchaj-wan) namítají, že příslušná smlouva neurčila s konečnou platností suverenitu souostroví Senkaku.

## Územní spor
Japonsko opírá svoje nároky o skutečnost, že svrchovanost nad ostrovy získalo ještě před Šimonoseckou smlouvou. Netýká se jich tudíž ani Káhirská deklarace, podle které mělo Japonsko Číně navrátit veškerá území touto smlouvou získaná. Japonsko bylo připraveno převést suverenitu nad ostrovy na Spojené státy, což se ovšem podepsáním dohody o navrácení ostrovů Rjúkjú a Daito nestalo. Protože ani Čínská lidová republika, ani Čínská republika (Tchaj-wan) nevznesly svoje nároky po dobu americké správy, považuje Japonsko nynější požadavky za zcela účelové.
Čínské stanovisko vychází z historické suverenity Číny nad ostrovy s tím, že suverenitu nad ostrovy ztratila Šimonoseckou smlouvou, protože vztyčení japonské vlajky na ostrovech před jejím uzavřením neuznává jako změnu suverenity. Dále se opírá o Postupimskou deklaraci, kterou Japonsko při kapitulaci akceptovalo a ve které se stanovilo, že „suverenita Japonska bude omezena na ostrovy Honšú, Hokkaidó, Kjúšú, Šikoku a některé malé ostrovy, které spojenci určí, jak bylo oznámeno v Káhirské deklaraci v r. 1943“. Také se odvolávají na protest ministerstva zahraničních věcí Čínské lidové republiky proti japonsko-americké dohodě o navrácení ostrovů.